# Conostylis
Genre
Classification APG III (2009)
Conostylis est un genre de plante de la famille des Haemodoraceae endémique au sud-ouest de l'Australie-Occidentale. 

## Liste d'espèces
Selon World Checklist of Selected Plant Families (WCSP) (19 Jul 2010) :
- Conostylis aculeata R.Br. (1810)
- Conostylis albescens Hopper (1987)
- Conostylis androstemma F.Muell. (1872)
- Conostylis angustifolia Hopper (1987)
- Conostylis argentea (J.W.Green) Hopper (1987)
- Conostylis aurea Lindl. (1839)
- Conostylis bealiana F.Muell. (1875)
- Conostylis bracteata Endl. (1846)
- Conostylis breviscapa R.Br. (1810)
- Conostylis candicans Endl. (1839)
- Conostylis canteriata Hopper (1987)
- Conostylis caricina Lindl. (1839)
- Conostylis crassinerva J.W.Green (1961)
- Conostylis deplexa J.W.Green (1982)
- Conostylis dielsii W.Fitzg. (1901)
- Conostylis drummondii Benth. (1873)
- Conostylis festucacea Endl. (1846)
- Conostylis hiemalis Hopper (1987)
- Conostylis juncea Endl. (1839)
- Conostylis latens Hopper (1987)
- Conostylis laxiflora Benth. (1868)
- Conostylis lepidospermoides Hopper (1987)
- Conostylis micrantha Hopper (1987)
- Conostylis misera Endl. (1846)
- Conostylis neocymosa Hopper (1980)
- Conostylis pauciflora Hopper (1978)
- Conostylis petrophiloides F.Muell. ex Benth. (1873)
- Conostylis phathyrantha Diels & E.Pritz. (1904)
- Conostylis prolifera Benth. (1873)
- Conostylis pusilla Endl. (1846)
- Conostylis resinosa Hopper (1987)
- Conostylis robusta Diels & E.Pritz. (1904)
- Conostylis rogeri Hopper (1987)
- Conostylis scorsiflora F.Muell. (1859)
- Conostylis seminuda Hopper (1987)
- Conostylis serrulata R.Br. (1810)
- Conostylis setigera R.Br. (1810)
- Conostylis setosa Lindl. (1839)
- Conostylis stylidioides F.Muell. (1872)
- Conostylis teretifolia J.W.Green (1961)
- Conostylis teretiuscula F.Muell. (1872)
- Conostylis tomentosa Hopper (1987)
- Conostylis vaginata Endl. (1846)
- Conostylis villosa Benth. (1873)
- Conostylis wonganensis Hopper (1982)